# Danny Grainger
Daniel Leslie Grainger, detto Danny (Penrith, 28 luglio 1986), è un ex calciatore inglese, di ruolo difensore.

## Palmarès

### Giocatore

#### Competizioni nazionali
- Scottish First Division: 1

Gretna: 2006-2007
- Scottish Second Division: 1

Gretna: 2005-2006
- Scottish Third Division: 1

Gretna: 2004-2005

### Allenatore

#### Competizioni regionali
- Northern Premier League Division One North-West: 1

Workington: 2019-2020